# Gambia i olympiska sommarspelen 2016
Gambia deltog med fyra deltagare vid de olympiska sommarspelen 2016 i Rio de Janeiro. Ingen av landets deltagare erövrade någon medalj.

## Friidrott
Förkortningar
- Notera– Placeringar avser endast det specifika heatet.
- Q = Tog sig vidare till nästa omgång
- q = Tog sig vidare till nästa omgång som den snabbaste förloraren eller, i fältgrenarna, genom placering utan att nå kvalgränsen
- NR = Nationellt rekord
- N/A = Omgången fanns inte i grenen
- Bye = Idrottaren behövde inte tävla i omgången

Bana och väg
| Idrottare    | Gren                | Heat     | Heat      | Semifinal        | Semifinal        | Final            | Final            |
| Idrottare    | Gren                | Resultat | Placering | Resultat         | Placering        | Resultat         | Placering        |
| ------------ | ------------------- | -------- | --------- | ---------------- | ---------------- | ---------------- | ---------------- |
| Adama Jammeh | Herrarnas 200 meter | 20,55    | 5         | Gick inte vidare | Gick inte vidare | Gick inte vidare | Gick inte vidare |
| Gina Bass    | Damernas 200 meter  | 23,43    | 5         | Gick inte vidare | Gick inte vidare | Gick inte vidare | Gick inte vidare |

## Judo
| Idrottare | Gren                     | Omgång 1               | Omgång 2             | Omgång 3             | Kvartsfinaler        | Semifinaler          | Återkval             | Final / BM           | Final / BM       |
| Idrottare | Gren                     | Motståndare Resultat   | Motståndare Resultat | Motståndare Resultat | Motståndare Resultat | Motståndare Resultat | Motståndare Resultat | Motståndare Resultat | Placering        |
| --------- | ------------------------ | ---------------------- | -------------------- | -------------------- | -------------------- | -------------------- | -------------------- | -------------------- | ---------------- |
| Faye Njie | Herrarnas lättvikt −73kg | Chamza (KAZ) L 000–002 | Gick inte vidare     | Gick inte vidare     | Gick inte vidare     | Gick inte vidare     | Gick inte vidare     | Gick inte vidare     | Gick inte vidare |

## Simning
| Idrottare | Gren                  | Heat  | Heat      | Semifinal        | Semifinal        | Final            | Final            |
| Idrottare | Gren                  | Tid   | Placering | Tid              | Placering        | Tid              | Placering        |
| --------- | --------------------- | ----- | --------- | ---------------- | ---------------- | ---------------- | ---------------- |
| Pap Jonga | Herrarnas 50 m frisim | 27,48 | 79        | Gick inte vidare | Gick inte vidare | Gick inte vidare | Gick inte vidare |